# Ambrosius Holbein

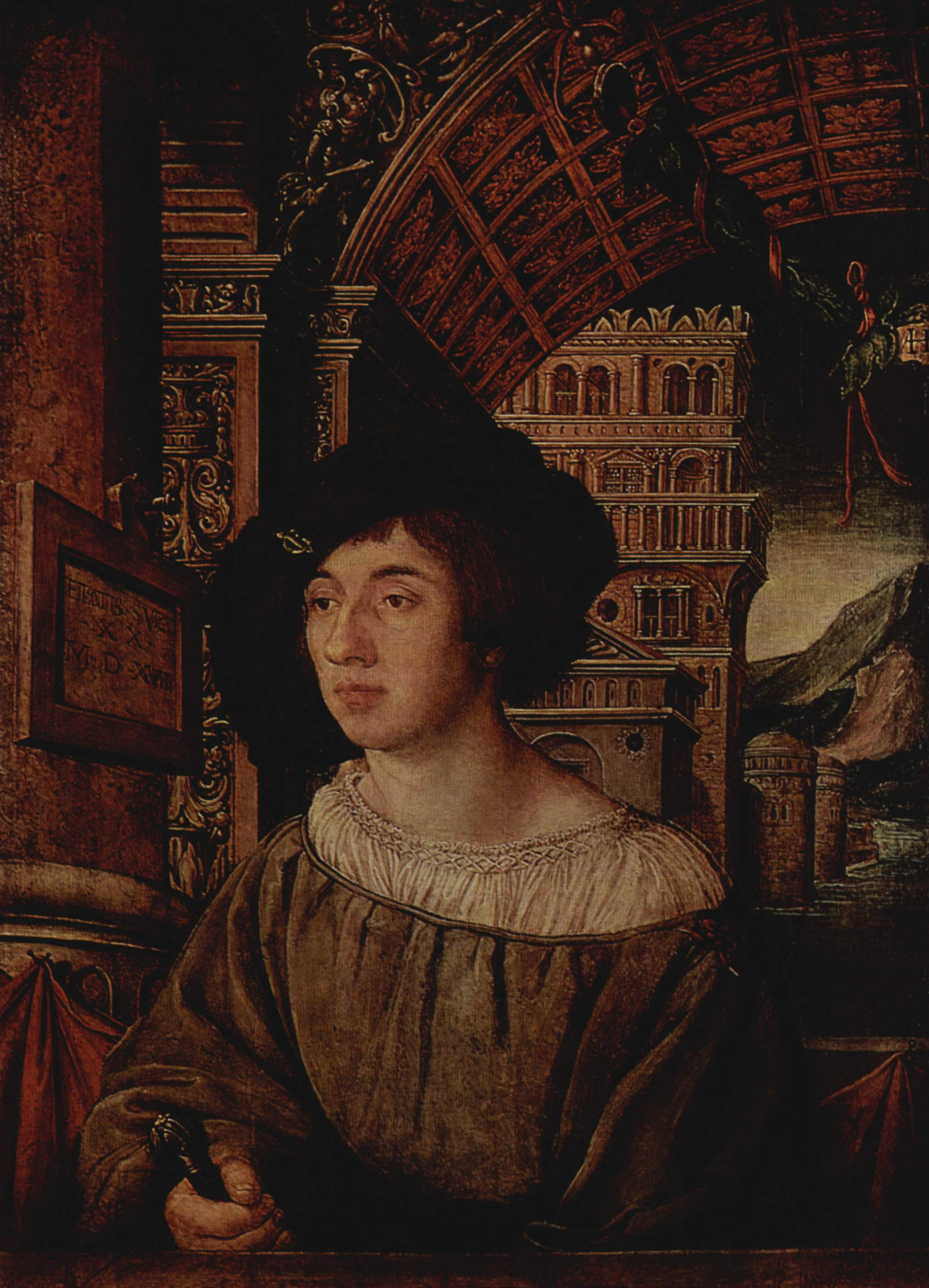
Portret van een jonge man, 1518, Hermitage, Sint-Petersburg

Ambrosius Holbein (Augsburg, ca. 1494 – Bazel, ca. 1519) was een Duits kunstschilder, graveur en boekverluchter. Hij werkte in de periode van de geleidelijke overgang van de gotiek naar de renaissance. Hij was een zoon van Hans Holbein de Oude en de oudere broer van Hans Holbein de Jonge.
Ambrosius Holbein werd, evenals zijn broer, door zijn vader in Augsburg opgeleid. Hij vestigde zich met zijn broer in Bazel, waar hij in 1517 werd ingeschreven als lid van het plaatselijke schildersgilde. Hij schilderde portretten, religieuze taferelen en fresco's  en vervaardigde houtsneden voor boekillustraties.
Holbein overleed te Bazel op jonge leeftijd, en voordat zijn talent tot volle wasdom kon komen.